# Pseudopyxis monilirhizoma
Pseudopyxis monilirhizoma är en måreväxtart som beskrevs av Tao Chen. Pseudopyxis monilirhizoma ingår i släktet Pseudopyxis och familjen måreväxter. Inga underarter finns listade i Catalogue of Life.